# Dulcia linquimus arva

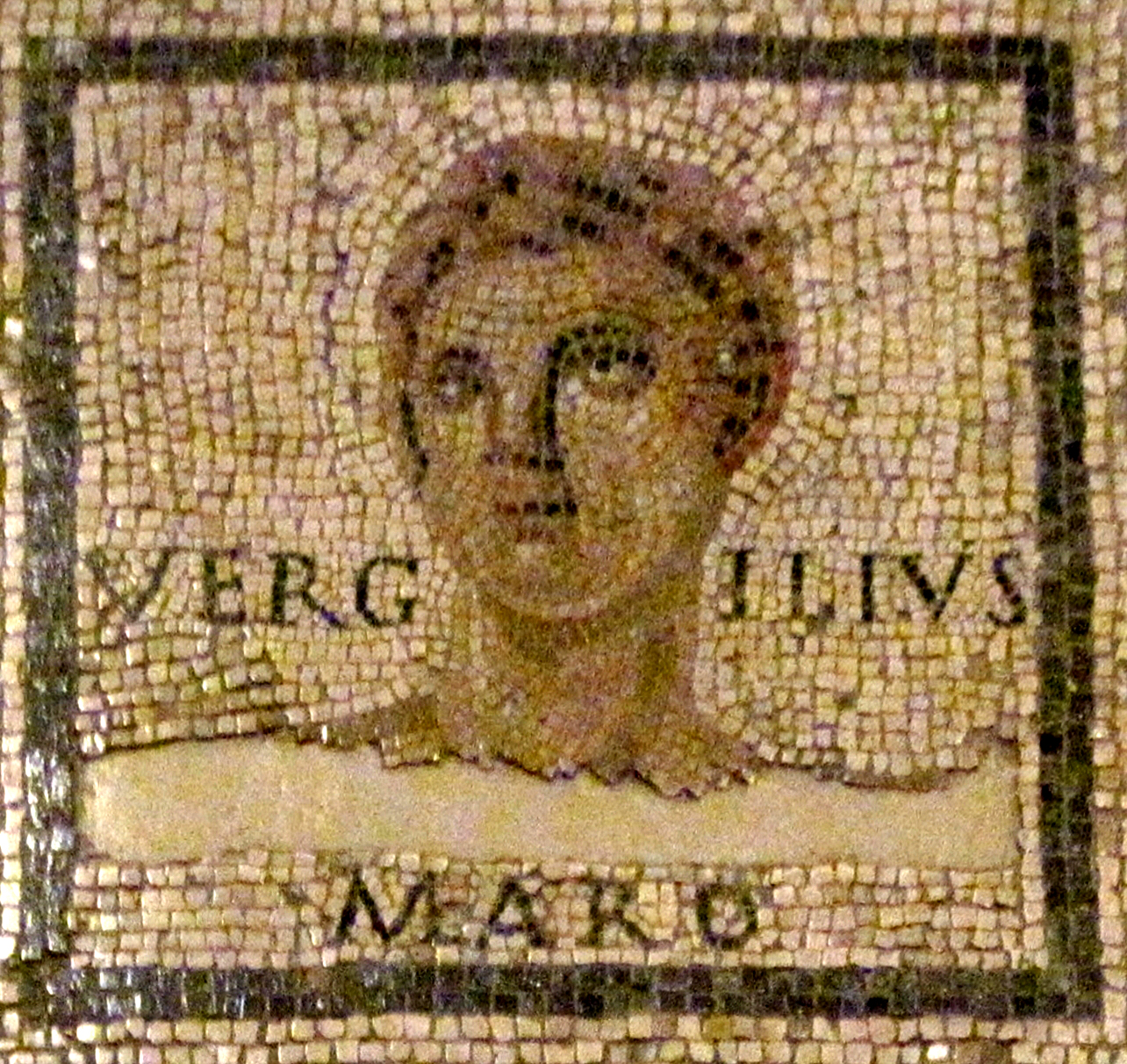
Rappresentazione di Virgilio (Monnus-Mosaic, Rheinisches Landesmuseum Treviri)

La locuzione latina Dulcia linquimus arva, tradotta letteralmentenoi lasciamo i dolci campi, significa noi abbandoniamo gli amati campi. (Virgilio, Egloghe, I, 3).
È parte di un nostalgico rimpianto alla vita salubre dei campi che il poeta mette in bocca a Melibeo, il quale, esule dopo la battaglia di Filippi, rievoca appassionatamente i suoi fertili poderi parlando con il suo amico Titiro, che, al contrario, ha preferito la vita agreste.

nos patriae finis et dulcia linquimus arva. / Nos patriam fugimus: tu, Tytire, lentus in umbra, / formosam resonare doces Amaryllida silvas - noi lasciamo le terre della patria ed i dolci campi. Noi abbandoniamo la patria; tu, Titiro, giaci all'ombra e insegni al bosco a risonare il nome della bella Amarillide.